# Oxalis sonderiana
Oxalis sonderiana är en harsyreväxtart som först beskrevs av Carl Ernst Otto Kuntze, och fick sitt nu gällande namn av Macbride. Oxalis sonderiana ingår i släktet oxalisar, och familjen harsyreväxter. Inga underarter finns listade i Catalogue of Life.